# وفود النعمان على كسرى أنوشروان
وفود النعمان على كسرى أنوشروان هي رواية كتبها محمد عزة دروزة.
الروايةُ قوميّةٌ تمجّد العروبة وتعبّر عن المطامح القومية والرغبة في النهوض، وتبوأ المكانة اللائقة.